# Mirko Votava
Miroslav « Mirko » Votava, né le 25 avril 1956 à Prague, est un footballeur allemand et est actuellement entraîneur.

## Biographie
Né en Tchécoslovaquie, il disputa ses premiers matchs à Dukla Prague avant de rejoindre l'Allemagne et le Borussia Dortmund entre 1973 et 1982, avant de signer à l'Atlético de Madrid de 1982 à 1985 puis de revenir en Allemagne au Werder Brême entre 1985 et 1997.
Il détient le record d'apparitions en coupe d'Allemagne avec 79 matchs.
Il fut également international allemand et remporta le championnat d'Europe 1980 en Italie.

## Palmarès
- Champion d'Europe : 1980 (RFA).
- Vainqueur de la Coupe des Coupes : 1992 (Werder Brême).
- Champion d'Allemagne : 1988 et 1994 (Werder Brême).
- Vainqueur de la Coupe d'Allemagne : 1991 et 1994 (Werder Brême).